# Italienske mestre i klubhåndbold
Liste over italienske mestre i klubhåndbold. Mesterskabet er blevet afholdt siden Italiens håndboldforbund (italiensk: Federazione Italiana Giuoco Handball, forkortet FIGH} blev dannet i 1971.

## Listen
- 1969/70: Buscaglione Rom
- 1970/71: Genovesi Rom
- 1971/72: CUS Verona
- 1972/73: Esercito Rom
- 1973/74: Rosmini Rovereto
- 1974/75: Volani Rovereto
- 1975/76: Duina Trieste
- 1976/77: Duina Trieste
- 1977/78: Volani Rovereto
- 1978/79: Cividin Trieste
- 1979/80: Volani Rovereto
- 1980/81: Cividin Trieste
- 1981/82: Cividin Trieste
- 1982/83: Cividin Trieste
- 1983/84: Cierre Scafati
- 1984/85: Cividin Trieste
- 1985/86: Cividin Trieste
- 1986/87: Ortigia Siracusa
- 1987/88: Ortigia Siracusa
- 1988/89: Ortigia Siracusa
- 1989/90: Cividin Trieste
- 1990/91: SSV Forst Brixen
- 1991/92: SSV Forst Brixen
- 1992/93: Pallamano Trieste
- 1993/94: Pallamano Trieste
- 1994/95: Pallamano Trieste
- 1995/96: Pallamano Trieste
- 1996/97: Pallamano Trieste
- 1997/98: Pallamano Prato
- 1998/99: Pallamano Prato
- 1999/00: Pallamano Trieste
- 2000/01: Pallamano Trieste
- 2001/02: Pallamano Trieste
- 2002/03: Papillon Conversano
- 2003/04: Pallamano Conversano
- 2004/05: SC Torggler Group Meran
- 2005/06: Indeco Conversano
- 2006/07: Italgest Salento d´Amare Casarano
- 2007/08: Italgest Salento d´Amare Casarano
- 2008/09: Italgest Salento d´Amare Casarano
- 2009/10: Pallamano Conversano
- 2010/11: Pallamano Conversano

## Statistik
Tekst mangler, hjælp os med at skrive teksten